# Eupithecia modesta
Eupithecia modesta är en fjärilsart som beskrevs av Taylor 1906. Eupithecia modesta ingår i släktet Eupithecia och familjen mätare. Inga underarter finns listade i Catalogue of Life.